# Depo kolejových vozidel Praha

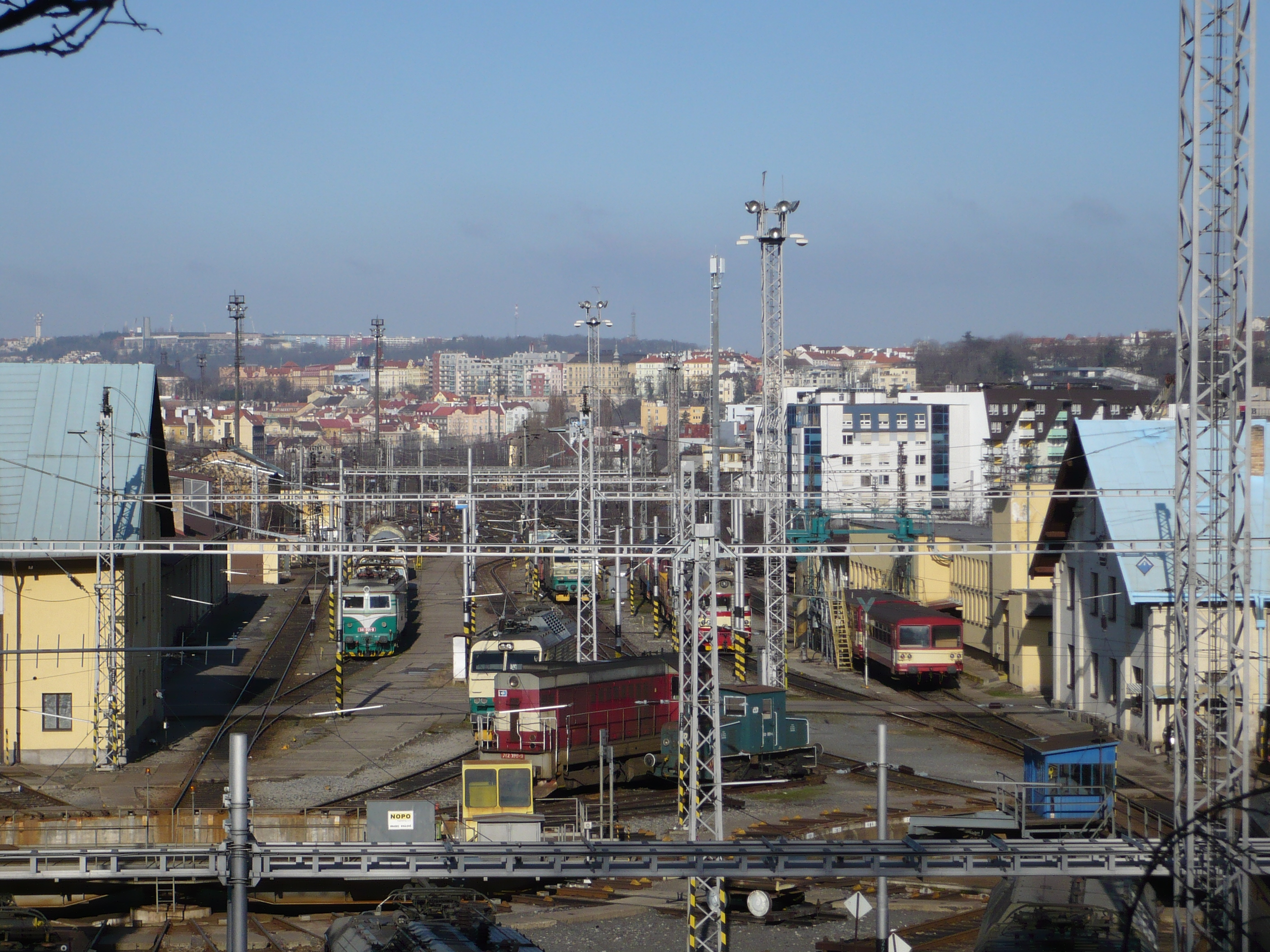
PJ Vršovice

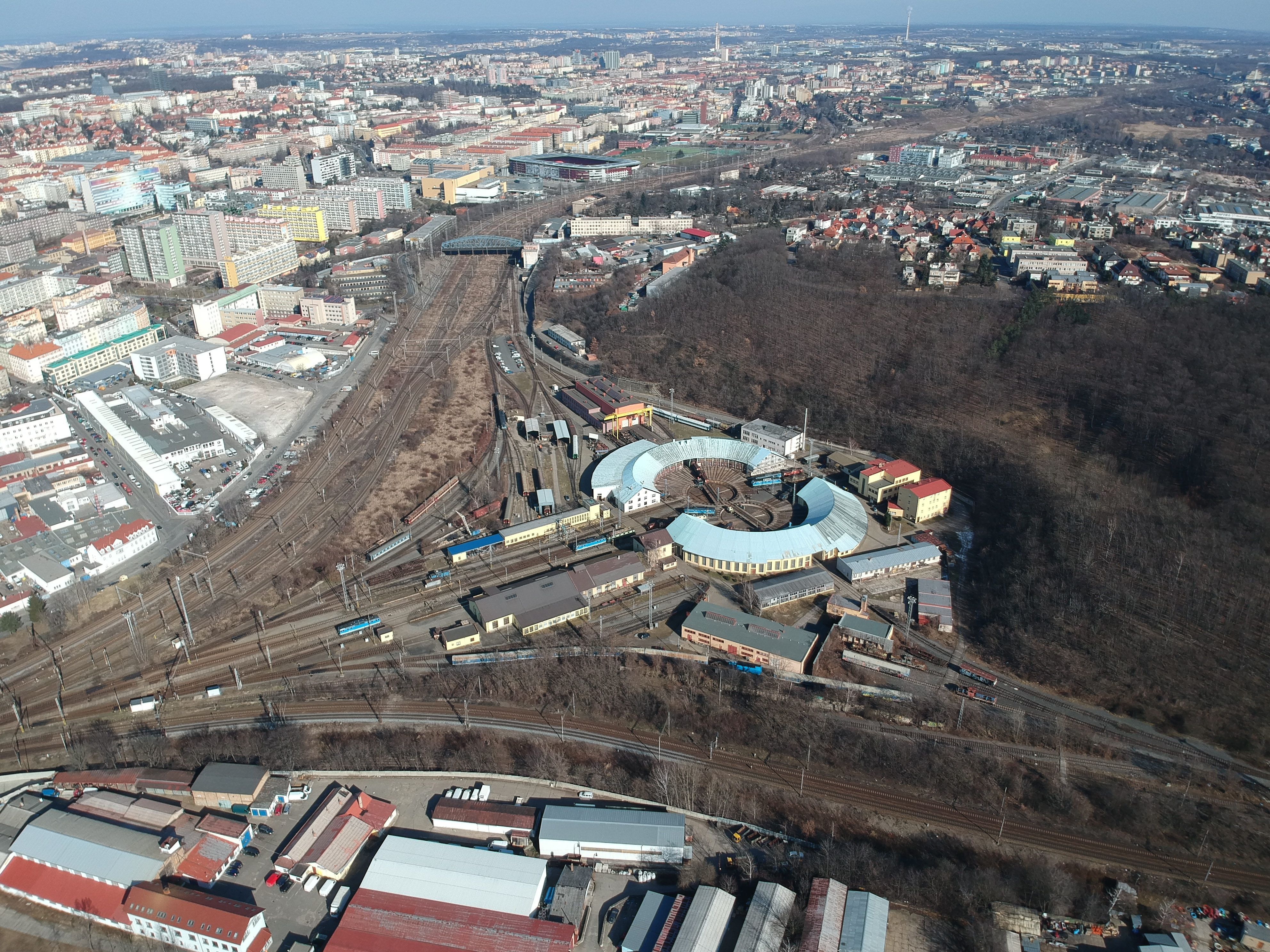
PJ Vršovice

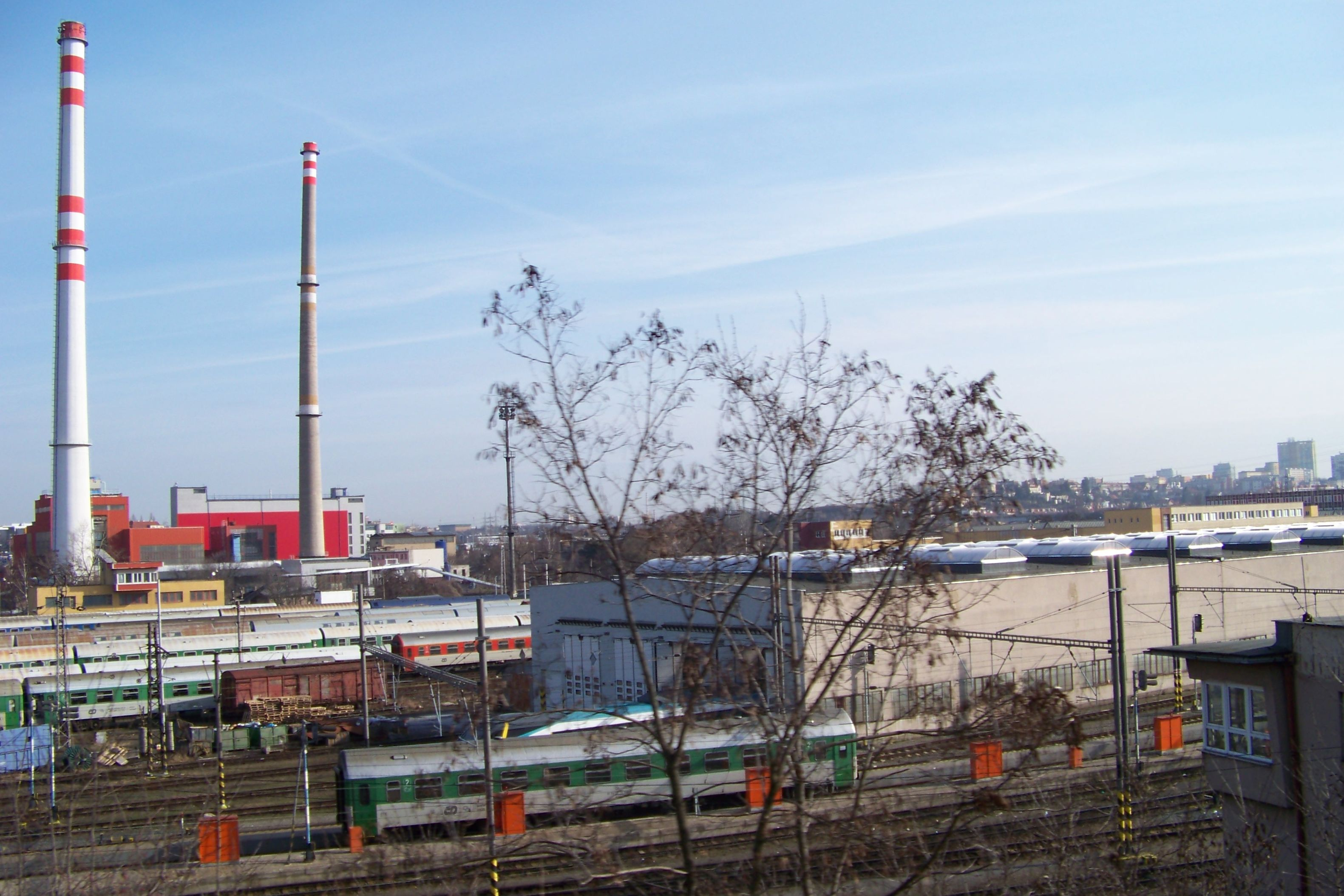
ONJ – hala provozního ošetření souprav a sanitární koleje v popředí

Depo kolejových vozidel Praha (DKV Praha) byla jedna z oblastních výkonných jednotek typu depo kolejových vozidel (DKV) u Českých drah a. s. S tímto názvem vznikla jednotka 1. července 2004 a existovala s obměnami do organizační změny k 1. červenci 2018, kdy byla u celé firmy struktura DKV nahrazena strukturou Oblastních center údržby a Oblastních center provozu.
Mělo provozní jednotky Odstavné nádraží jih (ONJ), Praha-Vršovice (pracoviště Praha hlavní nádraží, Praha-Smíchov a Kladno) a Kolín (pracoviště Čáslav, Kutná Hora, Nymburk a Lysá nad Labem) a provozní střediska Kralupy nad Vltavou (pracoviště Brandýs nad Labem), Mladá Boleslav (pracoviště Kopidlno, Mělník a Všetaty), Čerčany (pracoviště Sedlčany, Vlašim, Zruč nad Sázavou a Benešov u Prahy) a Praha-Libeň.
Provozní jednotka Kladno byla do DKV Praha jako středisko lokomotivních čet Kladno spolu s provozní jednotkou Kralupy nad Vltavou převedena z Depa kolejových vozidel Louny od 1. července 2004.
V době vzniku 1. července 2004 měla jednotka 2776 zaměstnanců, 28. února 2006 2218 zaměstnanců, v březnu 2007 jich měla 2183. Na konci roku 2005 zaměstnávala 2376 lidí, z toho 1123 strojvedoucích, 151 vozmistrů, 519 opravářů, 117 dopravních zaměstnanců, 182 ostatních profesí a 284 technickohospodářských pracovníků.
Jako jediné DKV mělo (od 1. dubna 2004) depo i pracovníky řízení provozu: asi 120 lidí, například 10 výpravčích, dozorčí provozu, posunovače.
K dalším změnám došlo od prosince 2007, kdy byla nákladní doprava včetně vozidel vyčleněna do společnosti ČD Cargo a byly zrušeny tři jednotky DKV Českých drah. 

## Historie
Depo kolejových vozidel Praha vzniklo postupným spojováním menších jednotek, lokomotivních dep Praha střed, Praha-Vršovice, Praha-Smíchov, Praha-Libeň horní nádraží, vozového depa Praha a dalších. Pod názvem Depo kolejových vozidel Praha existuje od 1. července 2004, kdy zahrnulo části dosavadních DKV Česká Třebová, Ústí nad Labem a Louny.
Osobní vozy a elektrické jednotky se udržují a deponují na Odstavném nádraží Praha jih, kde je i vedení DKV. Nádraží je dlouhé 5 km a má asi 30 km kolejí a dvě haly, 512 a 518.
V areálu Odstavného nádraží jih budována nová myčka souprav o velikosti mycího tunelu 8,2 m x 91,2 m, a to nákladem 296 milionů korun. Stavba byla zahájena 1. dubna 2006 a ukončení se předpokládalo na 31. října 2007. Dodavatelem byla firma TCHAS, použité technologie KMS, Follert a Roediger. Myčka by měla být plně vytížena bez prostojů. Nová myčka nahradila předchozí 30 let starou myčku a venkovní umývače.
Začátkem roku 2007 bylo rozhodnuto o nutnosti posílit ostrahu a ochranu objektu ONJ z důvodu požárů, vandalství a krádeží. ONJ bylo postupně obestavěno plotem a zůstal jediný přístup z Chodovské ulice.
V provozní jednotce Praha Vršovice jsou neobvyklé dvě těsně sousedící točny.
DKV Praha (resp. jeho předchůdce) bylo prvním depem Českých drah, které outsourcovalo čištění vozů, a to dvěma firmám od roku 1993. Od 1. listopadu 2005 celé DKV Praha zadává čištění dodavatelsky. Náklady se snížily z 12 milionů na 4,3 milionu korun ročně.

## Vozový park
DKV Praha vlastnilo mnoho lokomotiv i osobních vozů užívaných v mezinárodním provozu. DKV Praha patří taky všechny jednotky Pendolino Českých drah (jednotky řady 680).
Depo Praha bylo i před vyčleněním nákladní dopravy depem především osobní dopravy, a to jak příměstské, tak i rychlíkové a dálkové včetně InterCity, EuroCity a SuperCity.
V dubnu 2006 mělo pro osobní dopravu 45 tlakotěsných moderních vozů (Ampz, Bmz) s maximální rychlostí 200 km/h a 10 moderních restauračních vozů (WRmz).
Dalších 25 vozů (včetně lůžkových) bylo vyrobeno firmou Siemens v Mariboru.
Pro příměstskou dopravu má elektrické jednotky řady 471 (City Elefant).